# Colonial Athletic Association
La Coastal Athletic Association (CAA), connue avant le 20 juillet 2023 sous le nom de Colonial Athletic Association, est le groupement de quatorze universités gérant les compétitions sportives universitaires dans dix disciplines masculines et onze féminines dans l'Est des États-Unis.
La CAA administre sa ligue de football américain en tant qu'entité distincte de CAA Football (en).

## Membres

### Membres formels
| Institution                                                 | Lieu                          | Fondation | Type            | Surnom             | Rejoint                                        | Couleurs |
| ----------------------------------------------------------- | ----------------------------- | --------- | --------------- | ------------------ | ---------------------------------------------- | -------- |
| Université Campbell                                         | Buies Creek, Caroline du Nord | 1887      | Privée          | Fighting Camels    | 2023                                           |          |
| College of Charleston                                       | Charleston, Caroline du Sud   | 1770      | Publique        | Cougars            | 2013                                           |          |
| Université du Delaware                                      | Newark, Delaware              | 1743      | Privée/Publique | Fightin' Blue Hens | 2001                                           |          |
| Université Drexel                                           | Philadelphie, Pennsylvanie    | 1891      | Privée          | Dragons            | 2001                                           |          |
| Université Elon                                             | Elon, Caroline du Nord        | 1889      | Privée          | Phoenix            | 2014                                           |          |
| Université de Hampton                                       | Hampton, Virginie             | 1868      | Privée (HBCU)   | Pirates            | 2022                                           |          |
| Université Hofstra                                          | Hempstead, New York           | 1935      | Privée          | Pride              | 2001                                           |          |
| Université Monmouth                                         | West Long Branch, New Jersey  | 1933      | Privée          | Hawks              | 2022                                           |          |
| Université agricole et technique d'État de Caroline du Nord | Greensboro, Caroline du Nord  | 1891      | Publique (HBCU) | Aggies             | 2022 (autres sports) 2023 (football américain) |          |
| Université du Nord-Est                                      | Boston, Massachusetts         | 1898      | Privée          | Huskies            | 2005                                           |          |
| Université d'État de New York à Stony Brook                 | Stony Brook, New York         | 1957      | Publique        | Seawolves          | 2013 (football américain) 2022 (autres sports) |          |
| Université de Towson                                        | Towson, Maryland              | 1866      | Publique        | Tigers             | 1979 2001                                      |          |
| Université de Caroline du Nord à Wilmington                 | Wilmington, Caroline du Nord  | 1947      | Publique        | Seahawks           | 1984                                           |          |
| Collège de William et Mary                                  | Williamsburg, Virginie        | 1693      | Publique        | Tribe              | 1979                                           |          |

1. ↑  Towson a rejoint la CAA pour la première fois lors de sa formation en 1979, a quitté en 1980 et a rejoint en 2001.

### Membres associés
| Institution                            | Lieu                          | Fondation | Type     | Surnom      | Sport associé                 |
| -------------------------------------- | ----------------------------- | --------- | -------- | ----------- | ----------------------------- |
| Université d'État de New York à Albany | Albany, New York              | 1844      | Publique | Great Danes | Football américain            |
| Université du Connecticut              | Storrs, Connecticut           | 1861      | Publique | Huskies     | Aviron (F)                    |
| Université d'Eastern Michigan          | Ypsilanti, Michigan           | 1849      | Publique | Eagles      | Aviron (F)                    |
| Université Fairfield                   | Fairfield, Connecticut        | 1942      | Privée   | Stags       | Lacrosse (H)                  |
| Université du Maine                    | Orono, Maine                  | 1865      | Publique | Black Bears | Football américain            |
| Université du Massachusetts            | Amherst, Massachusetts        | 1863      | Publique | Minutemen   | Lacrosse (H)                  |
| Université du New Hampshire            | Durham, New Hampshire         | 1866      | Publique | Wildcats    | Football américain            |
| Université du Rhode Island             | Kingston, Rhode Island        | 1892      | Publique | Rams        | Football américain            |
| Université de Richmond                 | Richmond, Virginie            | 1830      | Privée   | Spiders     | Football américain            |
| Université de Californie à San Diego   | La Jolla, Californie          | 1960      | Publique | Tritons     | Aviron (F)                    |
| Université Villanova                   | Radnor Township, Pennsylvanie | 1842      | Privée   | Wildcats    | Football américain Aviron (F) |